# 5221 Фабрібудвайз
5221 Фабрібудвайз (5221 Fabribudweis) — астероїд головного поясу, відкритий 16 березня 1980 року.
Тіссеранів параметр щодо Юпітера — 3,182.